# Xバー理論
Xバー理論 (エックスバーりろん、英: X-bar theory) とは、1950年代にノーム・チョムスキーが提唱した生成文法理論に基づき、1970年代から1980年代に発展した、句範疇の構造をXバースキーマ (英: X-bar schema)と呼ばれる構造で単一的に扱うことを目指す統語理論である。Chomsky (1970)に端を発し、レイ・ジャッケンドフがさらに発展させた (Jackendoff 1977)。Xバー理論は生成文法理論であり、普遍文法にスキーマ構造が書き込まれていることを仮定する。これはすなわち、全ての句範疇の構造を1つの基本構造から導けるような言語知識を、人間は脳内文法に保持していると言うのと同義である。具体的には、「あらゆる自然言語のあらゆる句 (英: phrase) は (任意の) 統語範疇Xを主要部とするXP (X Phrase) である」と規定する。Xバー理論は、定式化以前の繁雑な句構造規則の孕む問題を解消するのに重要な役目を果たした。

## 背景
Xバー理論は、標準理論 (英: Standard Theory, ST)における、句構造規則 (英: phrase structure rule, PSR) の孕む問題を解決するために発展した。主にPSRには、以下4つの問題がある。
1. "S → NP Aux VP" など、外心構造 (英: exocentric structure)[注 2]をもつ句範疇を仮定している。これは、句は必ず主要部をもつという事実に反する[6]。
2. John talked to the manなどの文における動詞句のPSRは "VP → V (PP)"[注 3]となるが、John talked to the man in personは "VP → V (PP) (PP)" となるなど、E言語（英語版） (脳内文法ではなく使用により外界に表出する言語) に見られる事例に応じて、PSRの項目を都度増やさなければならない。これは普遍文法内の規則を無数に増やすのと同義であり、プラトンの問題ならびに刺激の貧困の観点から大きな問題がある[5]。
3. 1、2のように、PSRは内心構造 (英: endocentric structure)[注 4]を持たない構造と項目の無差別な追加を許容するため、"VP → NP A PP" のような自然言語ではありえない句構造も許容してしまう[6]。
4. 平坦な、階層性のない構造を仮定するため、文の曖昧性を捉えることができない[7]。

これらの問題を踏まえ、Xバー理論はXPという鋳型となる句範疇とその構造を仮定する理論である。

## Xバースキーマ

### 基本原理
Xバー理論の「X」は数学上の変数と同じであり、名詞 (N)、動詞 (V)、形容詞 (A)、前置詞 (P) などの統語範疇 (一般用語上の品詞) を表す語が当てはまる。「Xバー」とは、X (すなわち語) よりも大きい文法単位であり、Xシングルバー、Xダブルバーというように次第に大きくなる。Xダブルバーは句 (XP) に相当する。 (例: 名詞句 (NP)、動詞句 (VP)、形容詞句 (AP)、前置詞句 (PP); 句も参照のこと)。
Xバー理論では、全ての句範疇が図1の構造をもつと仮定する。この鋳型構造をXバースキーマという。

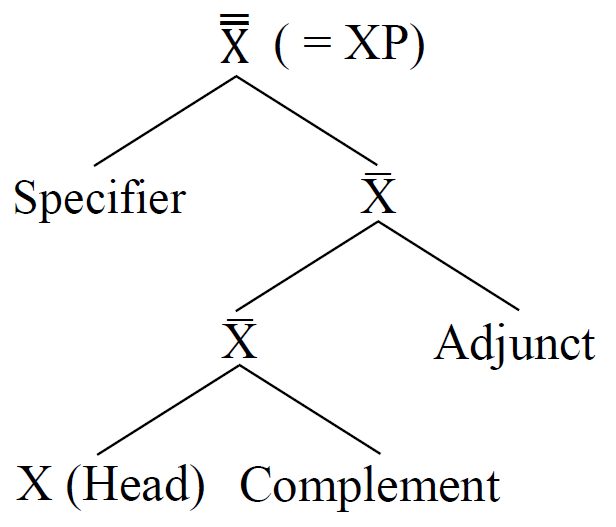
図

図1に示すように、Xバー理論で句範疇XPはXと上二重棒線で示される。なお、表記上の問題で、バー表記は「X'」のようにプライム (') で代替されることが多い。以下では、句範疇の表記はXダブルバーではなくXPに統一する。
Xバー理論には、中核となる2つの原理がある。

- 主要部の原理 (英: headedness principle): 全ての句は主要部を持つ[8]。

- 二股枝分かれの原理 (英: binarity principle, binary-branching principle): 全ての節点は二股に枝分かれする[8]。

主要部の原理は、上記1と3の問題を同時に解消する。二股枝分かれの原理は、下記で説明する投射および曖昧性において重要な概念である。
Xバースキーマは、主要部の原理により、主要部とその周辺要素で構成される。該当する構成要素は、以下の通りである。

- 指定部 (英: specifier): [義務的] Xシングルバーと姉妹関係にある節点[9]:587。統語位置そのものの名称であり、基本的に意味的な定義はない。
- 主要部 (英: head): [義務的] 句の核。語彙 (英: lexeme) が当てはまり、句全体の形や性質を決定する[9]:249。
- 補部 (英: complement): [義務的] 主要部が要求する項。

- 付加部 (英: adjunct): [随意的] 主要部から成る句の修飾詞。

指定部、主要部、補部は義務的であり、句範疇XPは必ず1つの指定部、主要部、補部を含む。一方、付加部は随意的であり、1つの句範疇は0個以上の付加部を含む。したがって、ある句範疇XPが付加部を含まない場合、その構造は図2のようになる。

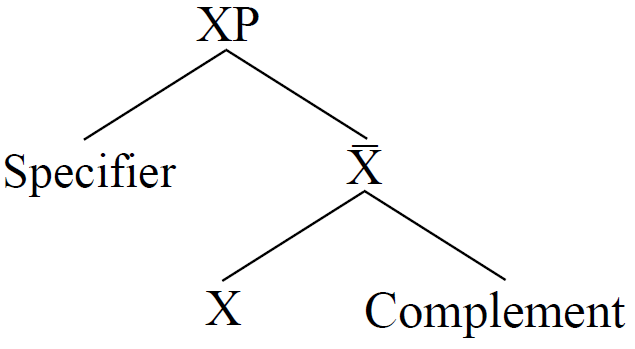
図

具体例として、John studies linguisticsという文におけるlinguisticsという名詞句 (NP) は、図3の構造をもつ。

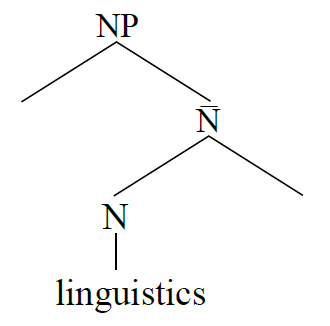
図

二股枝分かれの原理及び指定部と補部の義務制から、これらの統語位置を占める要素がなくとも、要素が当てはまりうる空の統語位置が存在すると仮定する点に注意が必要である。このように考えると、PSRの場合とは異なり、別々の句が別々の構造を持つと想定する必要がなくなり、上記2の問題が解消される。なお、図3における空位置は、図4のように省略表記されることも多い。

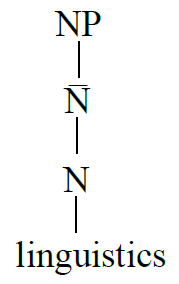
図

このように表記する場合、Xシングルバーレベルの節点が必ず存在するということに注意が必要である。

次に、図5に示すとおり、XダブルバーとXシングルバーは主要部Xの性質を継承する。これを、投射 (英: projection) という:489。

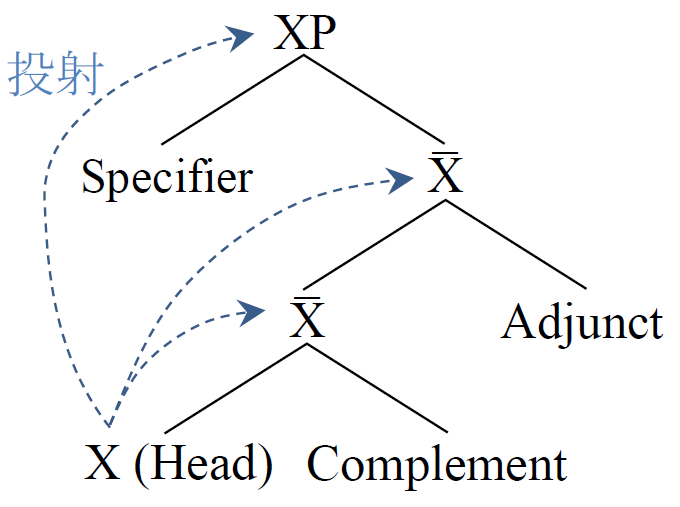
図

図5は、Xバー理論において統語構造はボトムアップ式に派生されることを同時に示している。この派生は、以下の順を経る。
1. 主要部に語彙が当てはめられる。主要部は、形式上「Xゼロバーレベル」であるため、ゼロレベル投射 (英: zero-level projection) と呼ばれることがあり、X0と表記される[11]。
2. 主要部と補部が結びつき、半句範疇 (句の大きさに満たない統語範疇) であるX (Xシングルバー) を形成する。この範疇は、中間投射 (英: intermediate projection) と呼ばれる[6]。
3. (付加部がある場合、Xが付加部と結びつき、もう1つのXを形成する。付加部が複数ある場合、この手順が繰り返される。)
4. 中間投射と指定部が結びつき、完全な句範疇であるXP (Xダブルバー) が形成される。この範疇は、最大投射 (英: maximal projection) と呼ばれる[6]。

手順3以外は義務的であることに注意が必要である。したがって、1つの句範疇は必ずX0、X、XP (=X'') を含む。また、X0より大きい節点 (すなわち、XとXPの節点) から成る構造を、構成素 (英: constituent) という。

### 枝分かれの方向性
図1-5は英語の語順を元としているが、二股枝分かれの原理は節点がどちら側に枝分かれするかは規定しないため、原則としてXバースキーマは枝分かれ節点の方向性を指定しない。例えば、John read a long book of linguistics with a red coverという2つの付加部を含む文は、図6と図7いずれかの構造をもつ。(慣例に従い、一部の句範疇の内部構造を△で省略する。)
The book of linguistics with a red cover is longの意の場合は図6の構造となり、The long book of linguistics is with a red coverの意の場合は図7の構造となる。(#階層構造も参照。) 重要なのはN'2とN'3の枝分かれ接点の方向性であり、一方は左側枝分かれ、他方は右側枝分かれとなっている。このように、二股枝分かれの原理の上では枝分かれの方向は自由である。

次に、主要部と補部の位置関係は、原理とパラメータのアプローチ (英: principles-and-parameters approach)に基づき、主要部パラメータ (英: head parameter) で言語ごとに決定される。(Xバースキーマ自体はこの位置関係を規定しない。) 原理とは全ての言語における共通規則を指し、パラメータとは通言語的な可変部分を指す。パラメータは二者択一であり、主要部パラメータの場合は [±head first] という値を元に、言語ごとにプラスかマイナスの値を設定することになる:424。この値をプラスに設定した場合、英語のように主要部先導型 (英: head-initial) となり、マイナスに設定した場合、日本語のように主要部終端型 (英: head-final) となる。例として、「John ate an apple」 と 「ジョンがリンゴを食べた」の構造は、それぞれ図8、9のようになる。
なお、指定部の節点の枝分かれも原則方向性は規定されない。一方で、英語と日本語では共通して主語が動詞句の左側に現れることから自然言語では共通して指定部は左側枝分かれとなるという見かたもあれば、Saito and Fukui (1998)のように、指定部の枝分かれ方向は主要部パラメータに依存して決まるという見かたもある。

## 文の構造

### Sの構造
文 (S(entence))の構造は、PSRでは下記のように表記される。
- S → NP (Aux) VP

しかしこれは、主要部がない外心構造であるため主要部の原理に違反する点、Aux(iliary) (助動詞 (言語学)) が生起する際Sの節点が三股枝分かれになる点で二股枝分かれの原理の違反にもなり、Xバー理論にとって大きな問題となる。この問題を解消するため、Chomsky (1981)では、文は機能範疇Infl(ection) (屈折詞) を主要部とするInflPであると提案され、のちのChomsky (1986a)では、句範疇が「XP」という形の2字で表される慣例に従い、文は機能範疇Iを主要部とするIPであると提案された。 I は、willやcanなどの助動詞ならびに、三単現の-sや過去時制接辞の-edなどであり、文 (ないし節) は必ず時制要素を含むため、「句には必ず主要部がある」ということを規定する主要部の原理と完全に合致している。
この考えに基づき、John studies linguistics at the universityという文の構造を樹形図で示すと、図10のようになる。

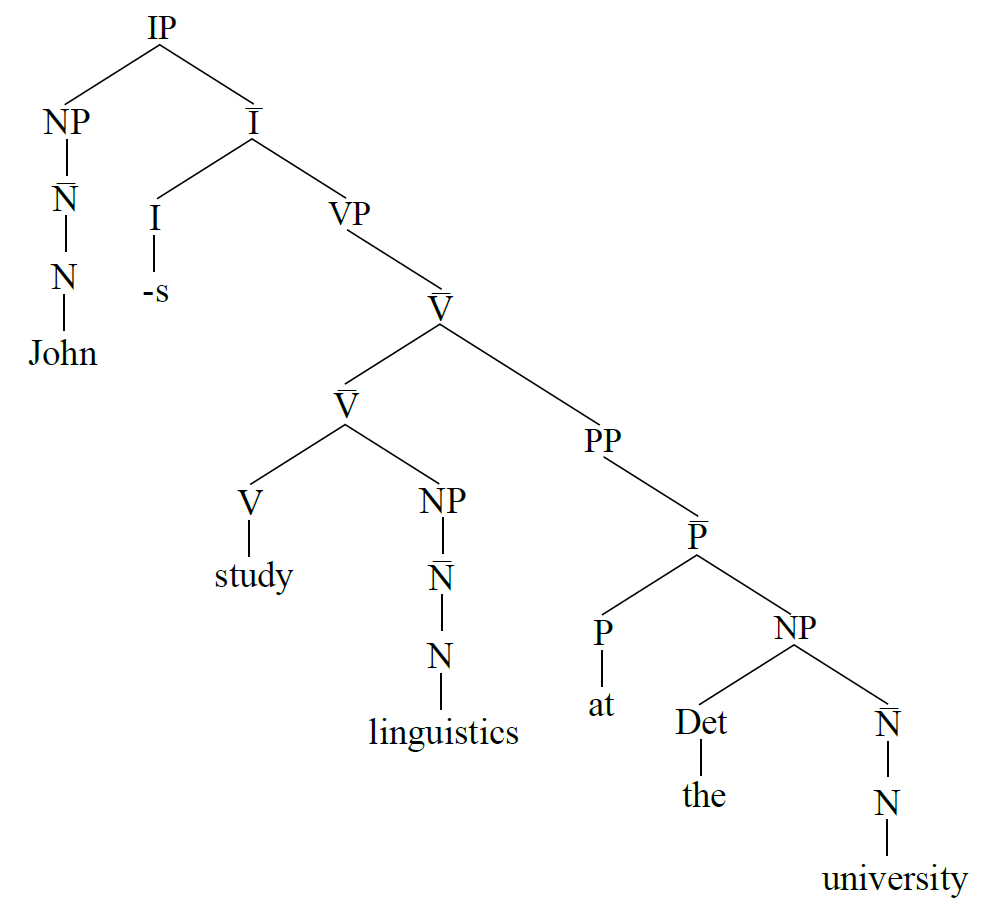
図

図10から自明であるように、IP仮説のもとでは文という大きな文法単位を句範疇とみなすことが可能になり、さらに主要部の原理と二股枝分かれの原理から追加の仮定なしに構造を説明することが可能となる。

### S'の構造
従属節または補文を導く語を補文標識 (英: complementizer) と言い、英語のthat、if、forがこれにあたる。PSRでは、補文はS'という範疇であると考えられていた。
- S' → COMP S

Chomsky (1986a)では、このS'という範疇は機能範疇Cを主要部とするCPであると提案された。例えば、I think that John is honest.という文は、以下の構造を持つ。

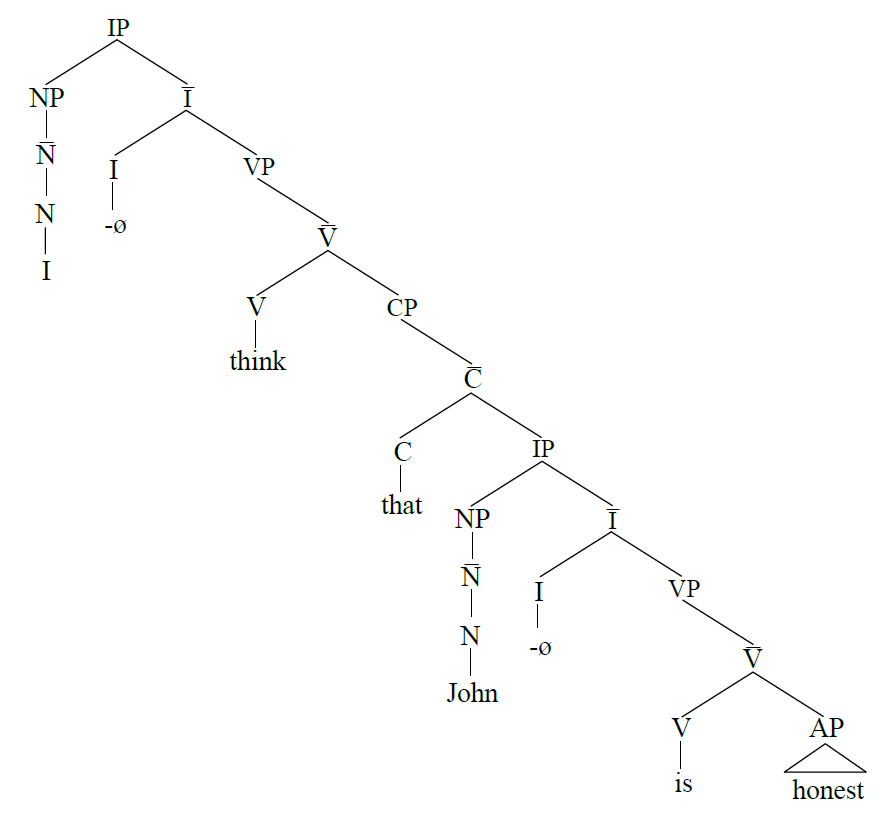
図

また、Chomsky (1986a)の提案のもとでは、Wh移動の着地点はCPの指定部 (Spec-CP) であると仮定される。例えば、What did John eat? というwh疑問文は、図12のように派生される。

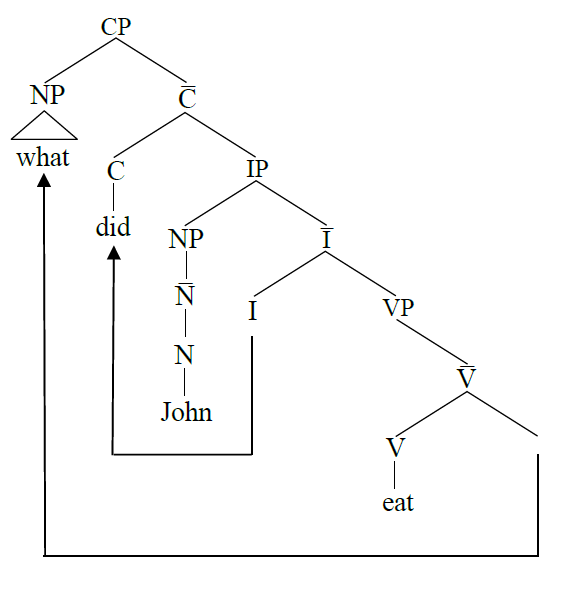
図

この構造において、IからCへの移動は主語・助動詞倒置 (英: subject-auxiliary inversion, SAI) と呼ばれ、さらにこの種の移動は主要部移動 (英: head movement) と呼ばれる。

### その他の句構造
- 動詞句内主語仮説 (英: VP-Internal Subject Hypothesis): Fukui and Speas (1986)[21]や Kitagawa (1986)[22]により提案された、文主語をSpec-VPに基底生成する仮説。
- DP仮説: Abney (1987)[23]により提案された、名詞句はNPではなく機能範疇Dを主要部とするDPであるとする仮説。
- VP shell: Larson (1988)[24]により提案された、二重のVP構造。Chomsky (1995)[16]では、上位に位置するVPは機能範疇v (リトルブイ、スモールブイ) を主要部とするvPとして昇華された。
- PredP仮説: Bowers (1993, 2001)[25][26]により提案された、小節 (英: small clause)[27] は機能範疇Predを主要部とするPredPであるとする仮説。
- 裸句構造 (英: Bare Phrase Structure, BPS): Xバー理論に代わる理論として、Chomsky (1995)[16]の提案した理論。Xバー理論のような「鋳型」構造の存在を棄却し、語や句を組み合わせる併合 (英: Merge) という操作のみで統語構造を作り出す。節点に統語範疇のラベルを割り当てないという特徴ももつ。ミニマリスト・プログラム（英語版）も参照のこと。

## 階層構造
PSRには、文の曖昧性 (英: ambiguity) を捉えられないという問題がある。
- I saw a man with binoculars.[28]

この文は、with binocularsがVPにかかる「私は双眼鏡を使ってある男を見た」という解釈と、NPにかかる「私は双眼鏡を持ったある男を見た」という解釈で2通りに曖昧である。この文に関わるPSRは、以下のようになる。
- S → NP VP
- VP → V NP PP

すなわち、構造は図13のようになる。

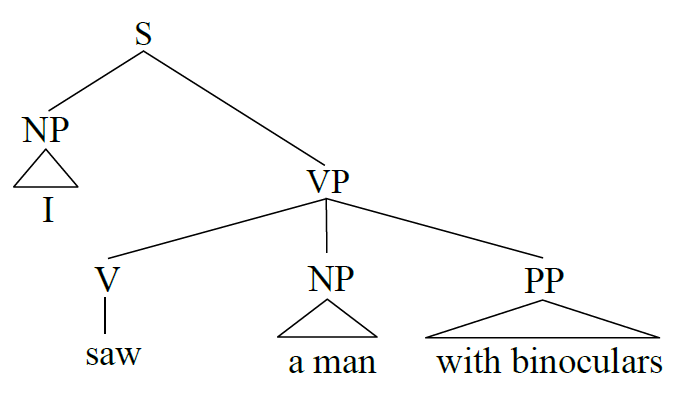
図

この構造では、例外なく[PP with binoculars]がVPにかかるため、NPにかかる解釈を適切に捉えることができない。しかし、階層構造を仮定するXバー理論では、図14、15のように適切に曖昧性を捉えることができる。
従って、#背景で述べた4つ目の問題もXバー理論によって解消される。なお、生成文法では、標準理論 (Chomsky 1965)、拡大標準理論 (Chomsky 1972)、改定拡大標準理論 (Chomsky 1981) の全てにおいて、「構造から意味が導かれる」と考える。したがって、この逆の「意味から構造が導かれる」ことは理論上ありえない。